# Salamis, Cypern
För andra betydelser, se Salamis (olika betydelser)
Salamis var en forntida stadsstat på ön Cyperns östkust, vid floden Pediaíos mynning sex kilometer norr om Famagusta.

## Historia
Salamis mytiske grundare är Teukros, son till Telamonos, som inte kunde återvända hem efter det trojanska kriget, eftersom han hade misslyckats med att hämnas sin bror Ajax.

### Forntid
De tidigaste arkeologiska fynden går tillbaka till 1000-talet f.Kr. (sen bronsålder). Kopparmalmen från Cypern gjorde ön till en viktig knutpunkt för de tidigaste handelsförbindelserna och Cypern var också en källa till orientaliskt kulturinflytande på grekiska fastlandet i slutet av Greklands forntid, enligt en hypotes av Walter Burkert 1992. Barn begravda i kanaaneiska krukor indikerar att fenicier var närvarande på ön. En hamn och en begravningsplats från denna tid har grävts ut. Staden omnämns på assyriska inskriptioner som en av kungarikena på Iadnana (Cypern).
877 f.Kr. nådde en assyrisk armé Medelhavets strand för första gången. 708 f.Kr. erlade stadskungarna på Cypern tribut till Sargon II av Assyrien (Burkert). De första mynten slogs på 700-talet f.Kr., efter persiska prototyper.

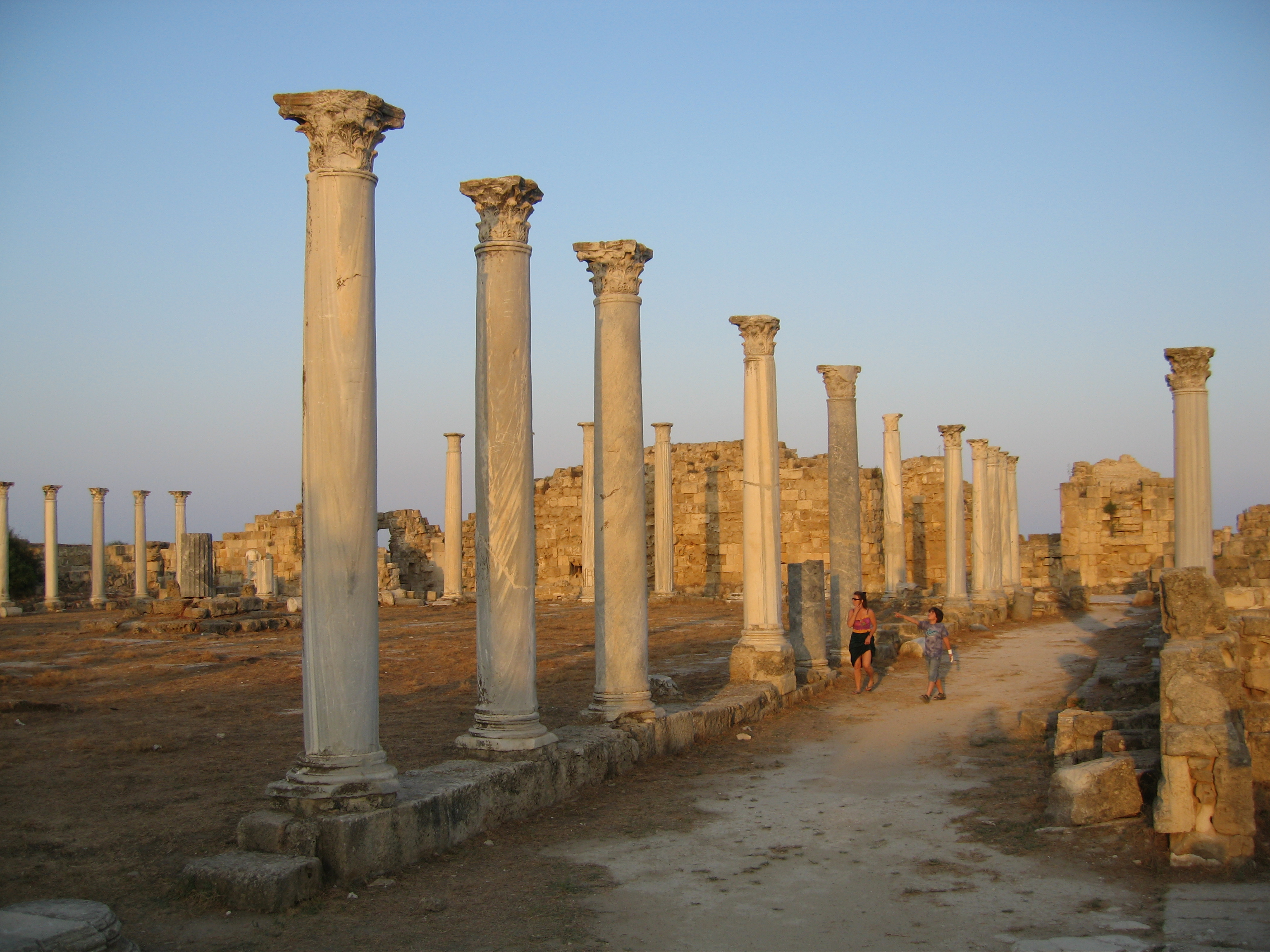
Idrottsanläggning i Salamis.

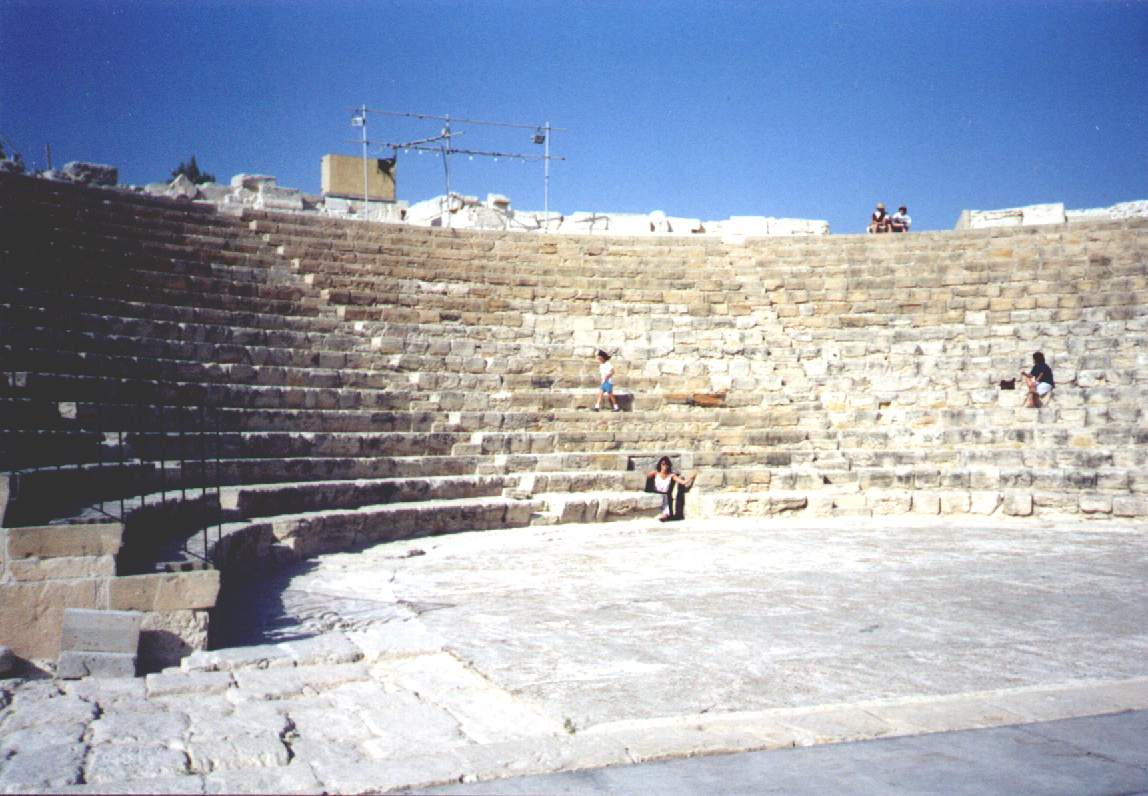
Teater i Salamis.

Cypern stod under assyrisk kontroll vid denna tid men stadsstaterna på ön upplevde ändå relativ frihet, så länge de erlade tribut till den assyriske kungen. Detta tillät kungarna i de olika städerna att samla på sig makt och rikedomar. Vissa begravningsritualer i Salamis "kungliga gravar" går direkt tillbaka på Homeros ritualer, såsom offrandet av hästar till de dödas ära och offren av krukor med olivolja. Vissa vetenskapsmän har tolkat detta fenomen som resultat av inflytande av Homeros epos på Cypern. Det mesta av gravgodset kom från Levanten eller Egypten.

### Antik tid
450 f.Kr. var Salamis platsen för ett gemensamt landsjöslag mellan Aten och perserna. (Detta skall inte förväxlas med det tidigare slaget vid Salamis 480 f.Kr. mellan greker och perser vid ön Salamis i Attika.)
Salamis historia under tidig archaisk och klassisk tid återges genom den grekiske historikern Herodotos berättelser och den grekiske talaren Isokrates tal långt senare. Staden var då öns huvudstad och ledde de andra cyprioterna i sina ansträngningar att befria sig från det persiska styret. Den viktigaste härskaren av kungariket Salamis var Evagoras (410–374 f.Kr.), som blev härskare över hela ön och frigjorde den från det Persiska riket. Salamis belägrades och erövrades därefter av Artaxerxes III. Under kung Evagoras blomstrade grekisk konst och kultur i staden. Ett monument, som visar på slutet för den klassiska perioden i Salamis, är tumulosen, som täckte Nikokreions kenotaf. Nikokreion var en av Salamis sista kungar, som dog 311 f.Kr. På dess monumentala plattform har man hittat flera lerhuvuden, av vilka några är porträtt, troligen av medlemmar av kungafamiljen, som ärades efter sin död på bålet.
Efter att Alexander den store hade krossat det Persiska riket styrde Ptolemaios I av Egypten över ön. Han tvingade Nikokreion, som hade varit öns ptolemaiske guvernör, att begå självmord 311 f.Kr., eftersom han inte litade på honom längre. I hans ställe kom kung Menelaios, som var bror till den förste Ptolemaios. Nikokreion anses ligga begravd i en av de stora tumuloserna nära Enkomi. Salamis fortsatte att vara säte för guvernören.
306 f.Kr. var Salamis platsen för ett sjöslag mellan Demetrios I av Makedonien och Ptolemaios I:s av Egypten styrkor. Demetrios vann slaget och erövrade ön.

### Rom och Bysans

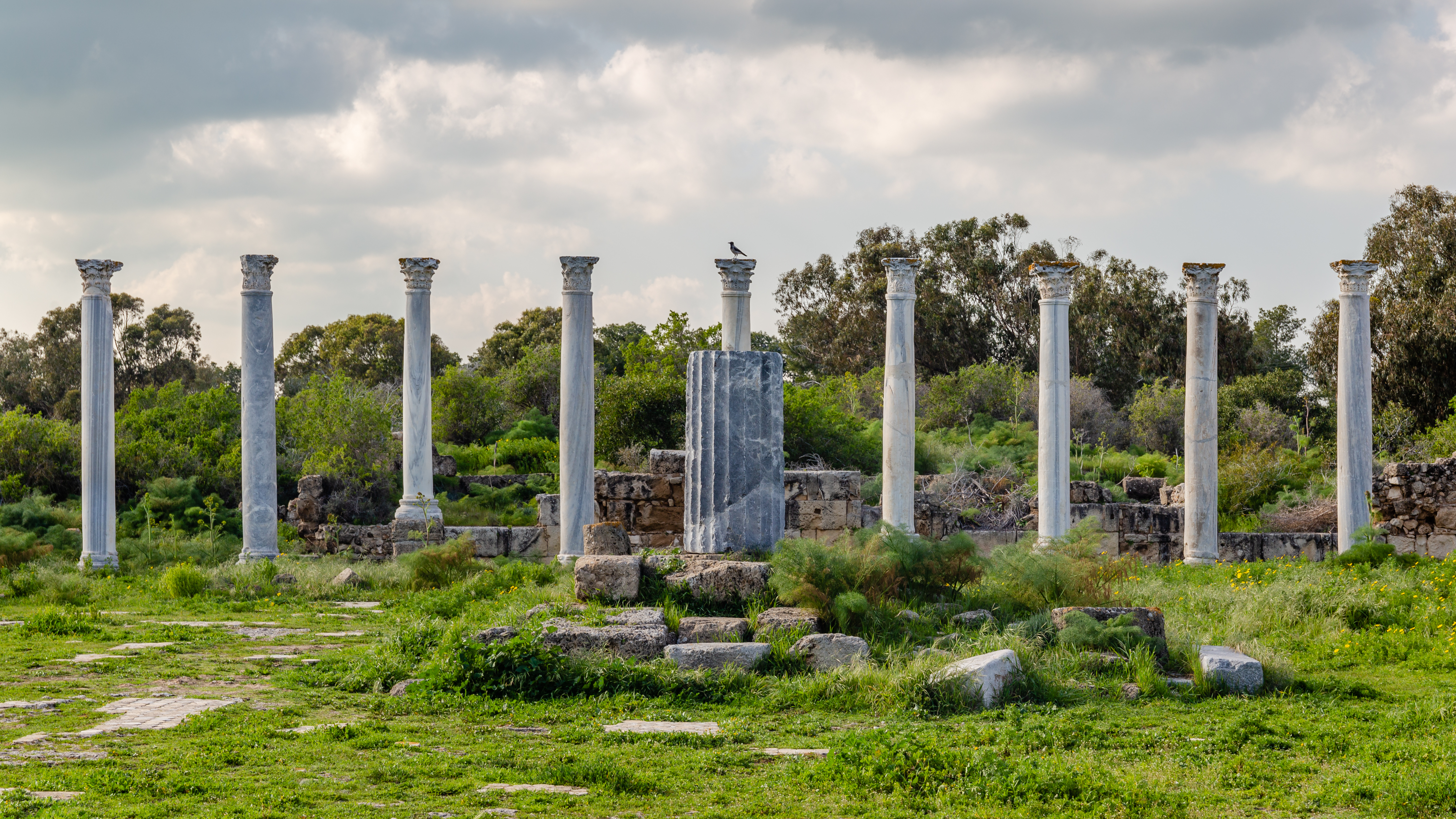
Gymnasiets ruiner

Under den romerska tiden var Salamis del av den romerska provinsen Cilicia. Guvernörens säte flyttades till Pafos. Staden led mycket under det judiska upproret 116-117 e.Kr. Trots att Salamis upphörde att vara Cyperns huvudstad från och med den hellenistiska perioden, då den ersattes av Pafos, minskade inte dess rikedomar och inflytande. Staden var särskilt omtyckt av de romerska kejsarna Trajanus och Hadrianus som restaurerade och återuppbyggde dess offentliga byggnader.
Den cypriotfödde S:t Barnabas, som uppträder i Apostlagärningarna, förde kristendomen till Cypern under första århundradet e.Kr. Enligt traditionen predikade Barnabas i Alexandria och Rom och stenades till döds i Salamis omkring 61 e.Kr. Han anses ha grundat den cypriotisk-ortodoxa kyrkan. Hans ben tros vila i det kloster, som har uppkallats efter honom.
Flera jordbävningar ledde till att Salamis förstördes i början av 300-talet. Staden återuppbyggdes under namnet Constantia av Konstantius II (337-361 e.Kr.) och blev biskopssäte, där den mest berömde biskopen var S:t Epifanios som också kallas Epiphanius av Salamis efter platsen. Kejsar Konstantius II hjälpte Salamis invånare, inte bara med återuppbyggnaden av staden, men också genom att låta dem slippa betala skatt ett tag och därefter döptes den nya staden, som byggdes i mindre skala, till Constantia. När hamnen slammade igen ledde detta till, att staden gradvis drabbades av nedgång. Salamis övergavs slutligen under den arabiska erövringen under 600-talet e.Kr., efter att den hade förstörts av Muawiya I. Invånarna flyttade till Arsinoë (Famagusta).

## Utgrävningar
Utgrävningar vid Salamis inleddes 1952 och fortsatte till 1974. Innan den turkiska invasionen på ön pågick här mycket arkeologisk aktivitet; en fransk expedition grävde ut vid Enkomi, en annan vid Salamis och antikvitetsavdelningen var upptagen hela året med reparationer och restaurationer av monument och utgrävningar vid Salamis.
De flesta av ruinerna härstammar från den romerska perioden.
De offentliga byggnader, som hittills har funnits i staden Salamis går tillbaka till den postklassiska perioden. Zeustemplet vid Salaminios (guden vars kult enligt traditionen grundades av Teucer själv) måste ha funnits där sedan stadens grundläggning. Övriga ruiner går tillbaka till den senhellenistiska perioden. Salamis "kulturcentrum" låg under den romerska tiden i stadens nordligaste del, där en idrottsanläggning, teater, amfiteater, stadion och offentliga bad har frilagts.
Det finns mycket omfattande ruiner. Teatern och gymnasion har återställts. Ett otal statyer finns på gymnasions gård, av vilka de flesta är huvudlösa, förstörda av kristna: flera statyer i Salamis fick under denna tid delar av ansikten och könsdelar krossade och vältes ned i avlopp av kristna av religiösa skäl under förföljelserna mot hedningarna i romarriket. 
En staty av kejsar Augustus stod ursprungligen här, medan några pelare och statyer ursprungligen smyckade teatern och fördes dit efter jordbävningen på 300-talet. Teatern härstammar från Augustus tid och kunde hysa upp till 15.000 åskådare. Den förstördes på 300-talet.
Det finns bad, offentliga toaletter (för 44 användare), diverse mosaiker, en hamnpir, ett hellenistiskt och romerskt agora och ett Zeustempel, där man kunde söka en fristad. Bland bysantinska lämningar finns biskop Epifaneios (367–403) basilika. Den var Salamis stadskyrka. S:t Epifaneios ligger begravd i den södra absiden. Kyrkan innehåller ett baptisterium uppvärmt av hypokauster. Kyrkan förstördes på 600-talet och ersattes av en mindre byggnad i söder.
Staden fick vatten via en akvedukt från Kyhreia, förstörd på 600-talet. Vattnet lagrades i en stor cistern nära agorat.
Salamis nekropolis täcker cirka 7 kvadratkilometer väster om staden. Där finns ett museum, som visar några av fynden. Begravningar har ägt rum fram till den hellenistiska perioden. De mest kända begravningarna är de så kallade "Kungliga gravarna", vilka innehåller vagnar och mycket rika gåvor, inklusive sådana, som har importerats från Egypten och Syrien. En grav, som grävdes ut 1965 av en fransk expedition från Lyons universitet fick fram riktigt många och rika gravgåvor, vilket också visar på handelsförbindelser med främre Orienten.
Trots att Salamis hade täta kontakter med främre Orienten under 700- och 600-talen f.Kr. fanns också kopplingar till Egeiska havet. En kunglig grav innehöll mycket grekiskt lergods och detta har ansetts vara hemgift för en grekisk prinsessa, som giftes in i Salamis kungahus. Grekiskt lergods har också funnits i vanliga medborgares gravar. Vid denna tid har grekerna begett sig österut, för att grunda kolonier i Mindre Asien och Syrien; Salamis måste ha tjänat som mellanstation; det har till och med föreslagits att cyprioterna hjälpte grekerna i deras förehavanden.
Staden från 1000-talet f.Kr. låg inom ett ganska litet område runt hamnen, men expanderade snart västerut, för att omfatta det område, som idag täcks av skog. Salamis begravningsplats täcker ett stort område från skogsbrynet till S:t Barnabas kloster i väster, från byn Ayios Serghios utkanter i norr till byn Enkomis i söder. Den innehåller gravar från 800-talet f.Kr. till tidig kristen tid. De tidigaste gravarna finns inom skogsområdet, nära den tidiga stadens gräns.
Efter den turkiska invasion har det internationella embargot förhindrat fortsatta utgrävningar. Platsen och museerna drivs av antikvitetstjänsten.
Viktiga arkeologiska samlingar finns i S:t Barnabas kloster. I det arkeologiska museet finns marmorstatyer från gymnasion och teatern i Salamis, mykenskt lergods och smycken från Enkomi samt andra föremål, som visar på hela områdets rika arkeologiska arv.

## Fotnoter
1. ↑  S. Parpola, Neo-Assyrian Toponyms (1970), noterat av Burkert (1992:13 n17), som pekar på en inskription, som omnämner både Iadnana och Iawan ("Jonien") "och håller isär dem". Grekerna på Cypern kallade aldrig sig själva för "jonier".
2. ↑  Troels Myrup Kristensen: Making and Breaking the Gods: Christian Responses to Pagan Sculpture in Late Antiquity